# Iván Carvajal Aguirre
Iván Carvajal Aguirre (San Gabriel, Carchi, 1948) es un poeta, filósofo y ensayista ecuatoriano. 

## Biografía
Estudió filosofía en la Universidad Central y en la Pontificia Universidad Católica del Ecuador, donde se doctoró y pasó a trabajar como profesor de Letras y Filosofía.
En febrero de 2013 recibió el Premio AEDEP a las Libertades "Juan Montalvo", que le otorgó la Asociación Ecuatoriana de Editores de Periódicos.

## Obras
- Poemas de un mal tiempo para la lírica
- Del avatar
- Los amantes de Sumpa
- Parajes
- Material de lectura
- En los labios / la celada
- Ópera
- Inventando a Lennon
- La ofrenda del cerezo
- Tentativa y zozobra. Antología 1970- 2000
- La casa del furor. La Poesía
- Topologías. Performance de danza, música y poesía en el Teatro Bolívar
- A la zaga el animal imposible. Lecturas de la poesía ecuatoriana del siglo XX
- "¿Volver a tener patria?". En La cuadratura del círculo – cuatro ensayos sobre la cultura ecuatoriana.

## Premios
- (1984) Premio Nacional de literatura Aurelio Espinosa Pólit.
- (2013) Premio a las Libertades Juan Montalvo, de la Asociación de Editores de Periódicos (Aedep).